# Полевая Буа
Полевая Буа — деревня в Кайбицком районе Татарстана, в 24 км от Больших Кайбиц. Входит в состав Молькеевского сельского поселения.

## География
Севернее деревни протекает река Кубня. Полевая Буа расположена на дне впадины.

## История
Основана во второй половине 17-го века. Долгое время деревня, находясь вдалеке от райцентра, не имела обустроенной подъездной дороги

## Демография
- 1989 год — 130
- 1997 год — 151
- 2010 год — 129

Население состоит из татар, которые относятся к этногруппе молькеевских кряшен.